# Liste der Briefpartner von Erasmus von Rotterdam

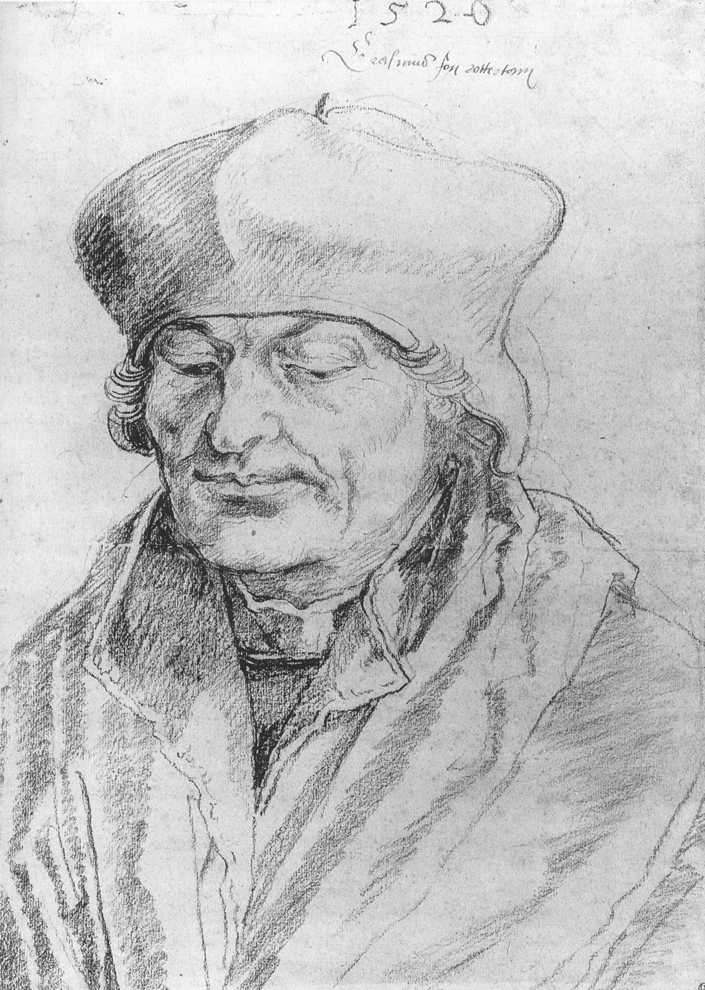
Porträt von Desiderius Erasmus Roterodamus, Zeichnung von Albrecht Dürer, um 1520

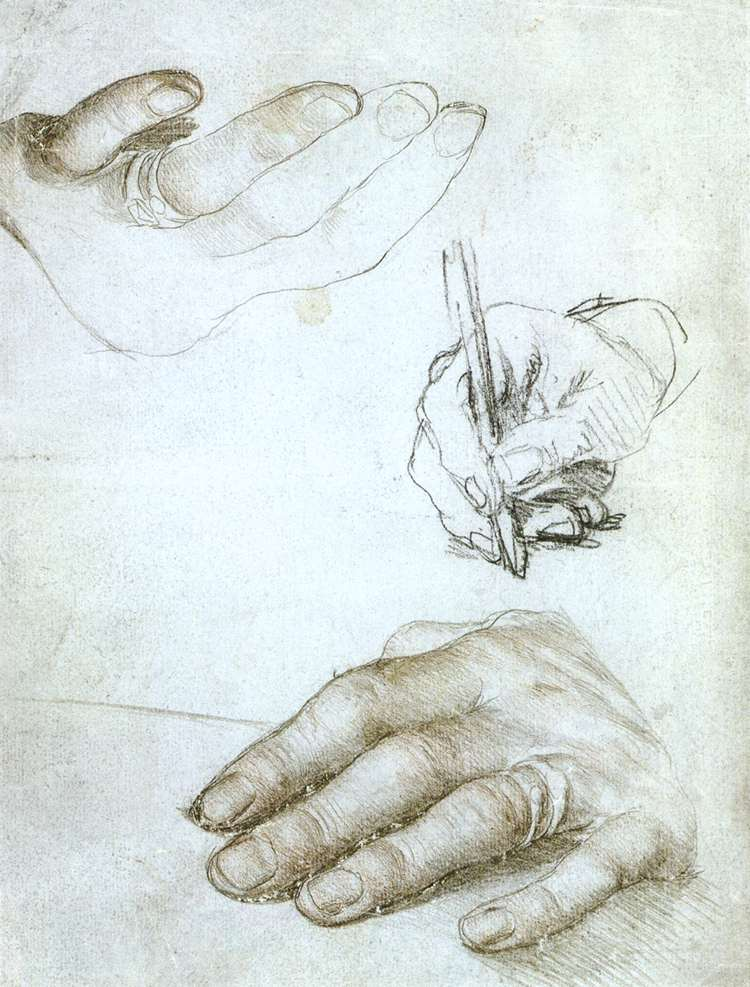
Hans Holbein der Jüngere: Studie von Erasmus’ Händen, ca. 1523 (Louvre)

Briefpartner von Erasmus von Rotterdam waren zahlreiche Vertreter des Renaissance-Humanismus und wichtige Persönlichkeiten der Epoche.
Für Erasmus von Rotterdam hatten Freundschaften, seien sie persönlicher oder postalischer Natur, eine große Bedeutung, denn er ging nie eine Ehe ein und das Verhältnis zu seinen Verwandten, möglicherweise aufgrund seines familiären Hintergrunds, war nicht eng. 
Rund 3000 Briefe von und an Erasmus sind erhalten geblieben. Er gilt als einer der bedeutendsten Epistolographen des Humanismus.
Das Kommunikationsmedium des Briefes war neben der zunehmenden Zahl von Druckerzeugnissen (Hochdruck) eine wichtige Ausdrucksform der intellektuellen Elite der frühen Neuzeit. Die „res publica literaria“ war die Gemeinschaft der europäischen Gelehrten, die das Interesse an klassischer Literatur und Sprachen verband. Der Briefwechsel vernetzte die Humanisten bzw. Gelehrten und trug ihre Ideen sekundär in die Öffentlichkeit.
Erasmus’ Korrespondenz besteht aus einer Serie von Briefen, die zwischen ihm und seinen Briefpartnern teilweise über längere Zeit hinweg ausgetauscht wurden. Sie umfasst neben Briefen mit förmlichem Charakter auch Briefe als Ausdruck einer Brieffreundschaft.

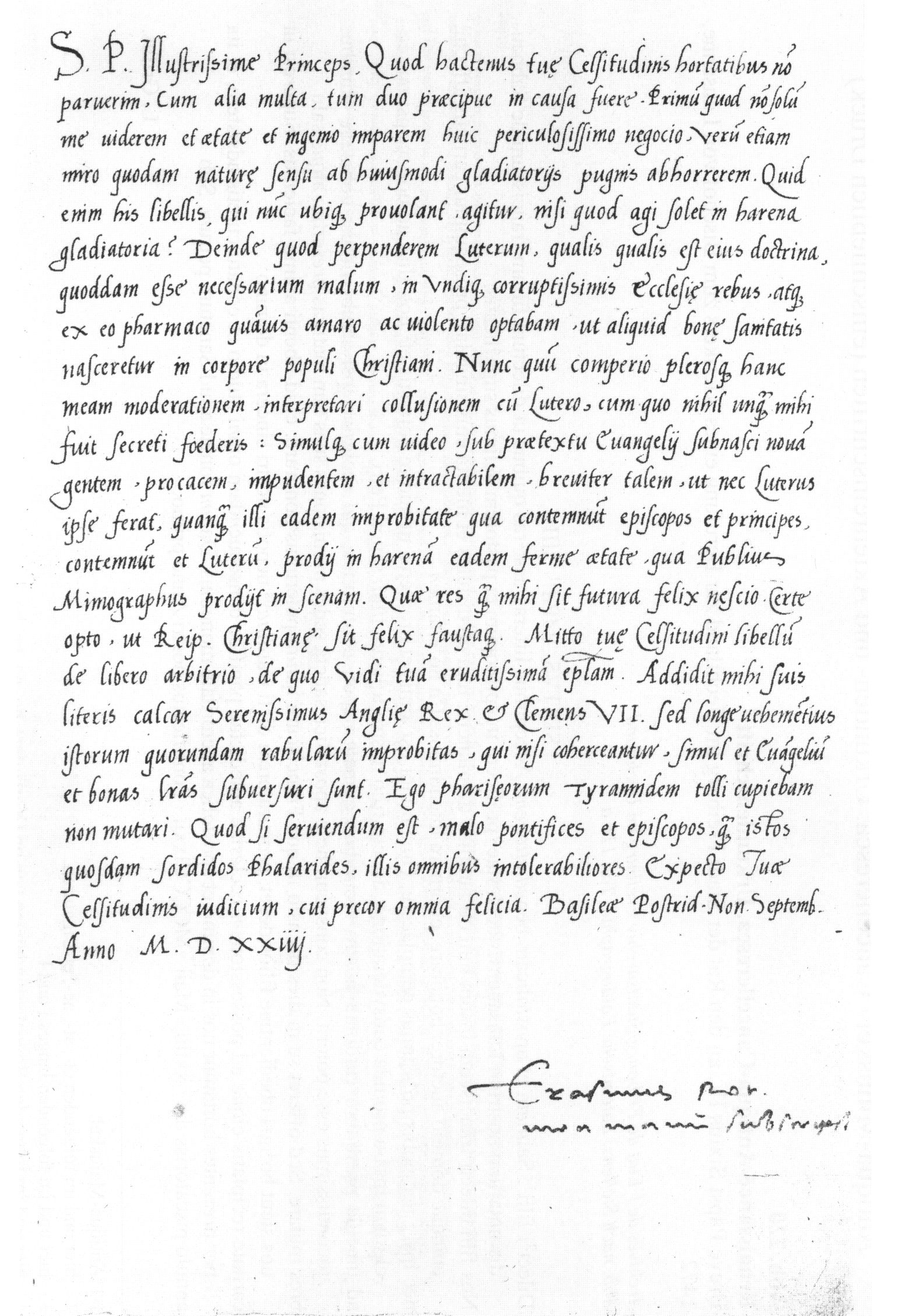
Erasmus an Herzog Georg von Sachsen (1524). Erasmus begründet seine Stellung zu Luther und zur Reformation. Sächsisches Staatsarchiv, Hauptstaatsarchiv Dresden, 10024 Geheimer Rat (Geheimes Archiv), Locat 10300/4, Bl. 26

## Liste der Briefpartner (unvollständig)
| - Cornelius Aurelius (ca. 1460–1531) - Henricus Afinius (Hendrik van den Eynde) (1466–1536) - Georgius Agricola - Heinrich Cornelius Agrippa von Nettesheim - Jacob Batt (um 1466–1512) - Albrecht von Brandenburg - Publio Fausto Andrelini (um 1462–1519) - William Blount, 4. Baron Mountjoy Schüler von Erasmus, er nannte ihn „inter nobiles doctissimus“ . - Guillaume Budé - Henry Bullock (Bovillus) - William Burbank - Henry Byers - Lorenzo Campeggi - John Claymond (1468–1537) - John Colet - Martinus Dorpius (um 1485–1525) - Christoph Eschenfelder - Wolfgang Faber Capito - John Fisher | - Richard Foxe - Friedrich III. von Sachsen - Georg der Bärtige - Pieter Gerard - Damião de Góis - Thomas Grey (1477–1530) - William Grocyn - Georg Hörmann - Hadrian VI. - Henry VIII. - Ulrich von Hutten - Justus Jonas - William Latimer - Edward Lee (um 1482–1544) - Leo X. - Thomas Linacre - Maarten Lips - Thomas Lupset (um 1495–1530) - Martin Luther - Aldus Manutius - Philipp Melanchthon | - Thomas More - Petrus Mosellanus - Johannes Oecolampadius - Richard Pace - Paracelsus - Julius von Pflug - Johann Reuchlin - Beatus Rhenanus - Servatius Rogerus - Georg Spalatin - Petrus Jacobi Thaborita (1450–1527) - Cuthbert Tunstall - Juan de Valdés - Polydore Vergil - Juan Luis Vives - Paul Volz (1480–1544) - William Warham - Johann Werter - Thomas Wolsey |

## Ausgaben seiner Briefe
- Percy Stafford Allen (Hrsg.): Opus epistolarum Des. Erasmi Roterodami.  12 Bände (Oxford, 1906–1958)
- Collected Works of Erasmus (Toronto, 1976–), basierend auf der Edition von P.S.Allen
- Walther Köhler (Hrsg.): Erasmus von Rotterdam: De Conscribendis Epistolis. Anleitung zum Briefeschreiben. Bd. 8 von seinen Ausgewählten Schriften, WTB, Darmstadt 1980